# Guillaume Sibertin-Blanc
Ancien élève de l'ENS-LSH, agrégé et docteur en philosophie, Guillaume Sibertin-Blanc, né le 11 août 1977, est un philosophe français contemporain.

## Activités actuelles
Guillaume Sibertin-Blanc est actuellement[Quand ?] professeur de philosophie à l'université Université Paris 8 Vincennes Saint-Denis.
Il est en outre codirecteur de la collection « Champs & ContreChamps » aux Éditions EuroPhilosophie (Toulouse) et membre du comité de rédaction des revues Filozofija i Drustvo (Institution de Philosophie et de Théorie Sociale, Belgrade), et Actuel Marx (Paris, PUF).

### Ouvrages
- Guillaume Sibertin-Blanc, Deleuze et l'Anti-Œdipe. La production du désir, Paris, Puf, coll. « Philosophies », 2010, 160 p. (ISBN 978-2-13-056901-5)
- Guillaume Sibertin-Blanc, Philosophie politique (XIXe – XXe siècles), Paris, Puf, coll. « Licence », 2008, 256 p. (ISBN 978-2-13-056786-8)
- Guillaume Sibertin-Blanc, Stéphane Legrand, Esquisse d'une contribution à la critique de l'économie des savoirs, Reims, Le Clou dans le Fer, coll. « Matérialismes », 2008, 104 p. (ISBN 978-2-917824-04-7)
- Guillaume Sibertin-Blanc; Politique et État chez Deleuze et Guattari. Essai sur le matérialisme historico-machinique, Paris, Actuel Marx, 2013, 243 p.  (ISBN 978-2-13-060731-1)

### Articles
- « Agencements collectifs d'énonciation, modes de production énonciative et subjectivation : Deleuze et Guattari avec Althusser », Quaderni Materialisti, Automne 2008: « Le transindividuel », 2008.
- « Quérulence et mélancolie : le temps de la justice à la lumière d'un cas psychopathologique », Filosofija i Drustvo, n° 2008-I, 2008.
- « État et généalogie de la guerre : l'hypothèse de la machine de guerre de Deleuze et Guattari », Asterion, ENS-LSH, no 3 , 2005.

### Contributions
- « L'agencement familialiste », (avec S. Legrand) in N. Cornibert et J.-C. Goddard (dir.), Ateliers L'Anti-Œdipe. 2008 Milan-Genève, Mimesis Edizioni / Métis Presses, 2008.
- « Dossier critique », in Bergson, L'Énergie spirituelle, Paris, PUF, « Quadrige », 2009.
- « Dossier critique », in Bergson, Le Rire, Paris, PUF, « Quadrige », 2007.